# Underground 5.0
Underground 5.0 è il sesto EP del gruppo musicale statunitense Linkin Park, pubblicato il 21 novembre 2005 dalla Machine Shop Recordings.

## Descrizione
Quinto EP pubblicato dal fan club ufficiale del gruppo, LP Underground, Underground 5.0 contiene sei brani tratti dal concerto che il gruppo ha tenuto il 2 luglio dello stesso anno a Filadelfia in occasione del Live 8. Dal disco sono stati omessi tre brani eseguiti durante lo show, ovvero Crawling, In the End e Numb/Encore (gli ultimi due presenti comunque nel DVD ufficiale della manifestazione). Al concerto ha partecipato il rapper Jay-Z.

## Tracce
1. Somewhere I Belong – 4:19 (Linkin Park)
2. Breaking the Habit – 4:40 (Linkin Park)
3. Public Service Announcement – Intro – 1:18 (Sean Carter, Justin Smith, Raymond Levin) – originariamente interpretata da Jay-Z
4. Dirt Off Your Shoulder/Lying from You – 4:04 (Sean Carter, Timothy Mosley, Linkin Park)
5. Big Pimpin'/Papercut – 2:32 (Sean Carter, Timothy Mosley, Kyambo Joshua, Chad Butler, Bernard Freeman, Linkin Park)
6. Jigga What/Faint – 3:50 (Sean Carter, Jonathan Burks, Timothy Mosley, Linkin Park)

## Formazione
Hanno partecipato alle registrazioni, secondo le note di copertina:
Gruppo
- Chester Bennington – voce
- Rob Bourdon – batteria
- Brad Delson – chitarra
- Joe Hahn – giradischi
- Phoenix – basso
- Mike Shinoda – voce, chitarra (tracce 1 e 6), tastiera (tracce 2 e 3)

Altri musicisti
- Jay-Z – voce (tracce 3-6)

Produzione
- Guy Charbonneau – registrazione
- James "Jimbo" Barton – missaggio
- Ethan Mates – Pro Tools
- Bernie Grundman – mastering